# شاهدخت سیبیلا ساکس-کوبرگ و گوتا
شاهدخت سیبیلا ساکس-کوبرگ و گوتا (سیبیلا کالما ماری آلیس باتیلدیس فئودورا؛ ۱۸ ژانویه ۱۹۰۸–۲۸ نوامبر ۱۹۷۲) یکی از اعضای خانواده سلطنتی سوئد و مادر پادشاه فعلی سوئد، کارل شانزدهم گوستاف بود.
سیبیلا که در خاندان ساکس کوبورگ و گوتا به دنیا آمد، دختر چارلز ادوارد، آخرین دوک ساکس کوبورگ و گوتا بود. او زمانی که در سال ۱۹۳۲ با شاهزاده گوستاف آدولف، دوک وستربوتن ازدواج کرد، یک شاهزاده خانم سوئدی شد؛ بنابراین او این امید را داشت که روزی ملکه همسر سوئد شود، اما شاهزاده در یک سانحه هوایی در سال ۱۹۴۷ کشته شد و زنده نماند تا صعود کند. تاج و تخت سوئد. سیبیلا از زمانی که شوهرش قبل از مرگ پدرش و پدربزرگش، پادشاه گوستاو پنجم مرده بود، هرگز خود ولیعهد یا ملکه نشد. او همچنین زنده نماند تا پسرش در سال ۱۹۷۳ پادشاه سوئد شود.